# The Primrose Ring
The Primrose Ring is een Amerikaanse dramafilm uit 1917 onder regie van Robert Z. Leonard.

## Verhaal
Margaret zweert haar leven te wijden aan de zorg voor verlamde kinderen. Ze wordt verpleegster op de kinderafdeling van het ziekenhuis van dokter MacLean. Na het overlijden van de arts gaat diens zoon Bob het ziekenhuis leiden. Hij wil de afdeling van Margaret sluiten. Zij zegt haar baan op en rent woedend het ziekenhuis uit. Bob loopt haar achterna en wordt aangereden door een wagen. Tijdens zijn genezing gaat hij beseffen dat hij verliefd is op Margaret. 

## Rolverdeling
| Acteur       | Personage         |
| ------------ | ----------------- |
| Mae Murray   | Margaret MacLean  |
| Tom Moore    | Bob MacLean       |
| Winter Hall  | Dr. Ralph MacLean |
| Billy Jacobs | Sandy             |
| Mayme Kelso  | Juffrouw Foote    |